# ناهير أويال
ناهير أويال (بالتركية: Nahir Oyal)‏ (17 ديسمبر 1990 بسودرتاليا في السويد - ) هو لاعب كرة قدم تركي في مركز الوسط. لعب مع شانلي أورفا سبور ونادي سيريانسكا ونادي يورغوردينس وArameisk-Syrianska IF ‏ وValsta Syrianska IK ‏.

## وصلات خارجية
- ناهير أويال على موقع اتحاد السويد (السويدية)
- ناهير أويال على موقع اتحاد تركيا (لاعب) (الإنجليزية)
- ناهير أويال على موقع قاعدة بيانات كرة القدم.إي يو (الإنجليزية)
- ناهير أويال على موقع Soccerway.com (الإنجليزية)
- ناهير أويال على موقع عالم كرة القدم.نت (الإنجليزية)